# Verkehrsknotenpunkt

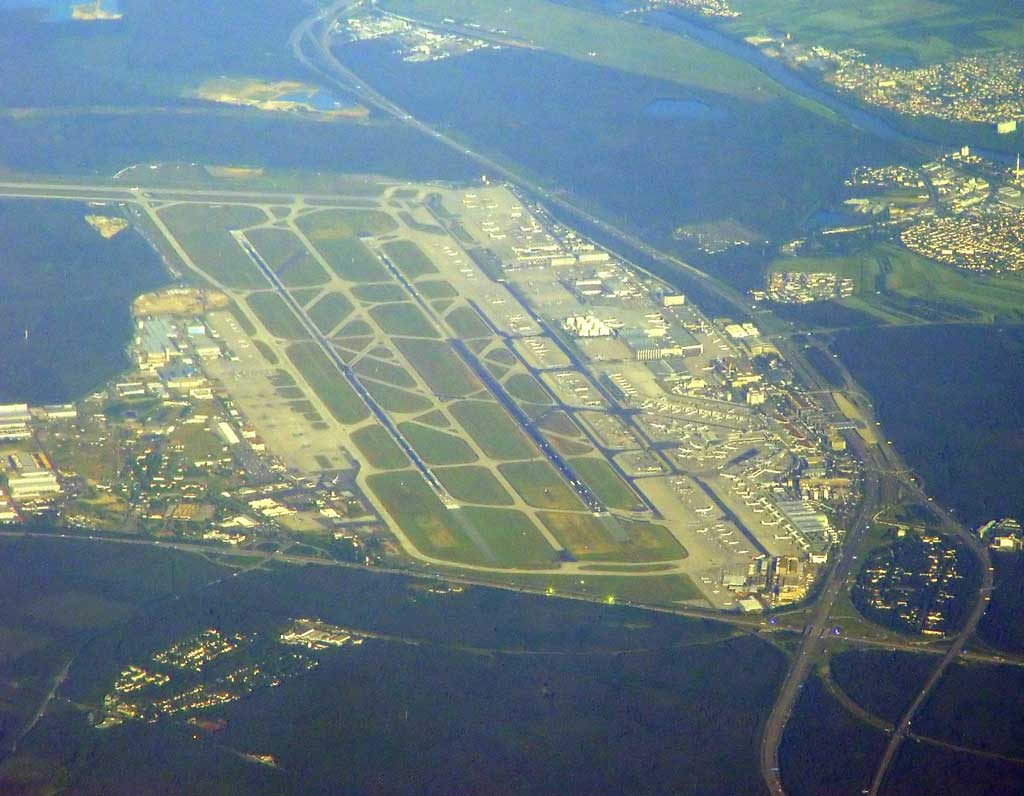
Flughafen Frankfurt und Anbindung an andere Verkehrsmittelnetze (Frankfurter Kreuz, Frankfurter-Kreuz-Tunnel und Frankfurt am Main Flughafen Fernbahnhof)

Verkehrsknotenpunkt ist in der Wirtschaftsgeographie und in der Netzwerktechnik ein Ort, an welchem ein Umschlag von Gütern oder ein Umsteigen von Personen zwischen mehreren Verkehrs- oder Transportmitteln stattfindet. 

## Allgemeines
Dabei kann man Verkehrsknotenpunkte durchaus in unterschiedlichen Dimensionen auffassen; zum Beispiel von der zentralen ÖPNV-Haltestelle in einer Stadt bis zu den Flughäfen mit interkontinentalen Zielen. Das spiegelt sich auch in den beiden ähnlichen Begriffen Verknüpfungspunkt und Verkehrsknoten wider.

## Hierarchischer Zusammenhang

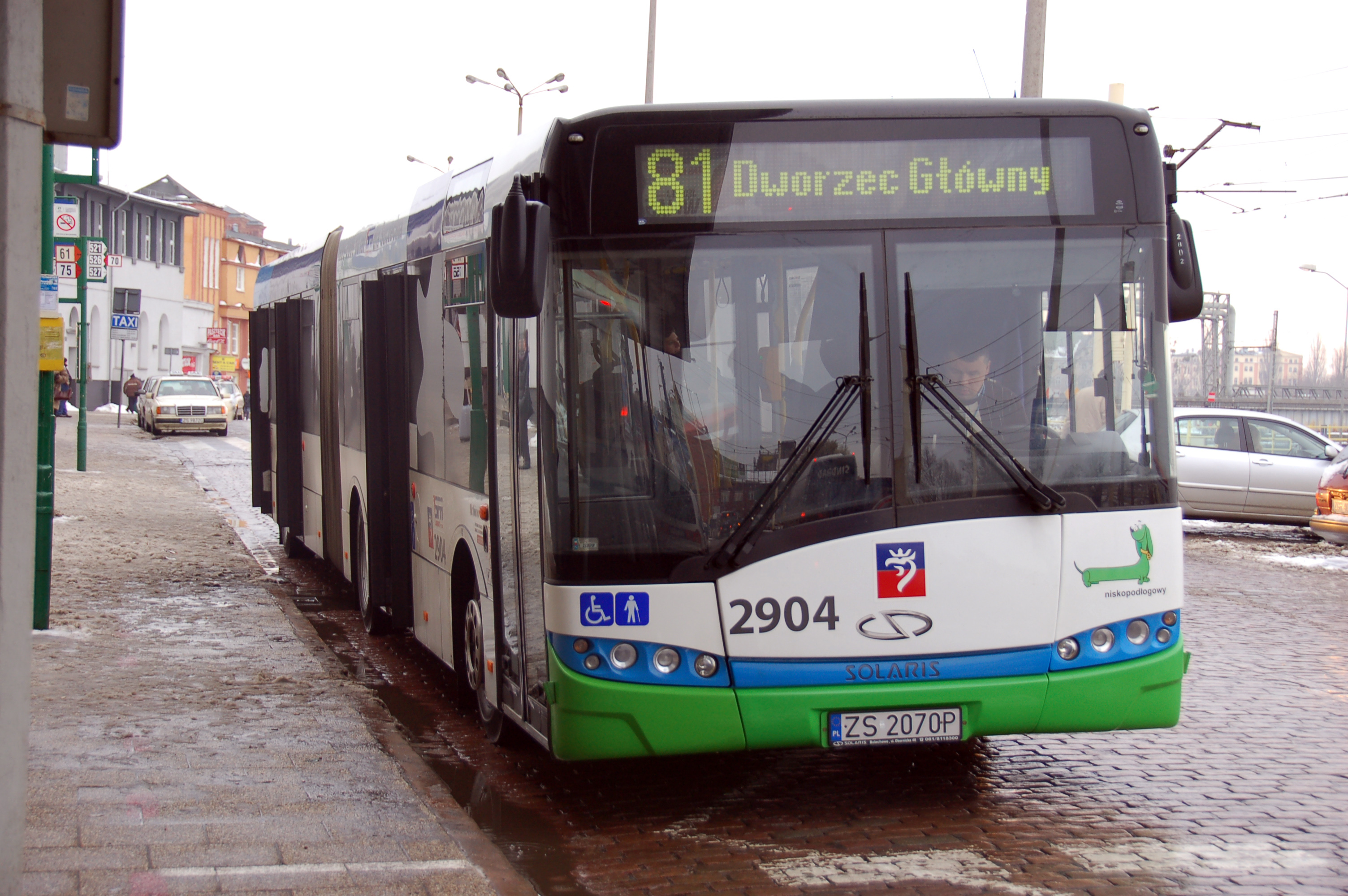
Der Stadtbus 81 zum Bahnhof Szczecin Główny, Polen

Metro Kopenhagen mit Cityringen, der Zusammenschluss zwischen Flughafen Kopenhagen-Kastrup und Kopenhagen Hauptbahnhof

Verkehrsknotenpunkte stehen dabei häufig in einer hierarchischen Reihe, wie zum Beispiel bei einer Flugreise:
- lokale Haltestelle des ÖPNV/Park-and-ride
- städtischer Regionalbahnhof
- überregionaler Fernbahnhof/Park-and-rail
- Flughafen
- interkontinentaler Flughafen